# Schiekade (Rotterdam)
De Schiekade is een straat ten noorden van het centrum van de stad Rotterdam die de Provenierswijk van de Agniesebuurt scheidt. Tramlijn 8 van de RET maakt gebruik van de middenberm van de verkeersader.
De Schiekade lag oorspronkelijk langs de Rotterdamse Schie. In 1931 werd het deel van de Schie tussen het Stadhoudersplein (vroegere Melkmarkt) en het luchtspoor gedempt ten behoeve van de nieuwe woonwijken Blijdorp en Bergpolder. In 1939 besloot men tot demping van de Schie tussen Hofplein en Stadhoudersplein. Na mei 1940 werd dit uitgevoerd met puin dat was ontstaan als gevolg van het bombardement op Rotterdam. Hierdoor ontstond het plaatselijke gezegde: "Vroeger lag de Schie in Rotterdam, maar nu ligt Rotterdam in de Schie."

## Schiekade als onderdeel van de regionale Noord-Zuidroutes
De Schiekade is, vooral na aanleg van de Erasmusbrug, een van de noord-zuidverbindingsroutes in Rotterdam. De N471 vormt vanuit Pijnacker het noordelijke eind daarvan. Naar het zuiden gaande sluit de N471 bij de kruising met de noordelijke ringweg van Rotterdam, de A20, aan op het Schieplein, waarna de naam verandert in Schieweg en de weg een stads karakter krijgt. Bij de kruising met de Walenburgerweg en de Bergweg gaat de weg Schiekade heten. Door de directe aansluiting op het Hofplein vormt de Schiekade zo een belangrijke ontsluiting van het Rotterdamse centrum vanuit noordelijke en oostelijke richtingen. Voorbij het Hofplein gaat de staat over in de Coolsingel en vervolgens in de Schiedamsedijk die aansluit op de Erasmusbrug. Op de zuidoever van de Nieuwe Maas vormen de Tillemakade langs de Rijnhaven, de Maashaven Oostzijde en de Dordtselaan de verbinding met Zuidplein. Daarvandaan is de Vaanweg de verbinding met knooppunt Vaanplein, waar de Vaanweg aansluit op de A15 en de A29.

### Andere noord-zuidverbindingen in Rotterdam
Naast deze noord-zuidverbinding beschikt de Rotterdamse agglomeratie over verbindingen via:
- Beneluxtunnel
- Maastunnel
- Willemsbrug
- Van Brienenoordbrug